# نورفولک ساترن
نورفولک ساترن (انگلیسی: Norfolk Southern) شرکت ترابری ریلی آمریکایی است، که در سال ۱۹۸۲ تأسیس شد.